# Репрессии в Тувинской Народной Республике
Политические репрессии в Тувинской Народной Республике проводились в конце 1920-х — конце 1930-х годов.
По данным Прокуратуры Республики Тыва, официально найдены данные на 1286 человек, подвергшихся аресту и уголовному наказанию за политические взгляды и убеждения. Одними из первых репрессиям подверглись руководители Тувинской Народной Республики.
В 1929 году первый генеральный секретарь ЦК ТНРП (Тувинская народно-революционная партия) и первый Председатель правительства Тувы Буян-Бадыргы был арестован и в 1932 году казнён. Вместе с ним был расстрелян бывший премьер-министр Куулар Дондук.
16 октября 1938 года — день казни руководства ТНР. Список казнённых возглавляет премьер-министр, министр иностранных дел ТНР Сат Чурмит-Дажы. Кроме него были расстреляны председатель одной из палат парламента (Малого Хурала) Адыг-Тулуш Хемчик-оол, председатель Тувинского банка Танчай Оюн, первый прокурор ТНР Пиринлей Кара-Сал, министр торговли и промышленности Лопсан Сат — всего 9 человек.
Среди подписей под приговорами Особого суда есть подпись члена суда Анчымы Хертек — впоследствии жены Салчака Токи, генерального секретаря Тувинской народно-революционной партии, под чьим руководством осуществлялась «сталинская чистка» в Туве. Бывший правитель Тувы, первый глава тувинского государства Буян-Бадыргы, расстрелянный  Председатель Торе-Хольского сумона 1932 году, был окончательно реабилитирован только в 2007 году.
По данным местного общества «Мемориал», в октябре 1994 года было найдено место массового захоронения людей в районе аэропорта Кызыла. Извлечено и перезахоронено 11 тел убитых выстрелом в затылок. Идентифицировать останки не было возможности. В Кызыле усилиями детей репрессированных в 1994 году был создан филиал Национального музея — «Музей истории политических репрессий в Туве» находящийся в одном из помещений бывшего в 30-е годы XX века здания местного ГПУ, в подвалах которого содержались политические арестанты. На этом же месте в 1992 году установлен памятник «Непокорённому арату». В селе Ак-Эрик Тес-Хемского района в 1993 году был установлен памятник коню по кличке Эзир-Кара (Чёрный орел), хозяин которого, председатель Торе-Хольского сумона Санданмаа Соян, был расстрелян в 1939 году, после чего его коню навсегда было запрещено участвовать в скачках.